# Perilymphe

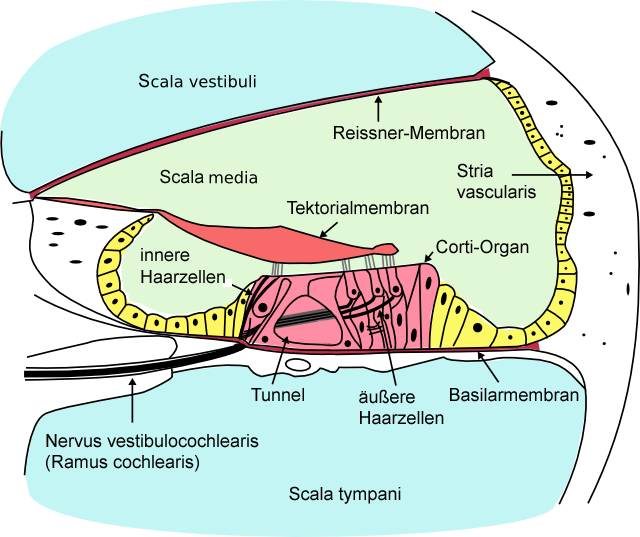
Schnitt durch die Hörschnecke (schematisch)
Perilymphe der Scala vestibuli und Scala tympani (beide stehen über das Helicotrema in Verbindung)
Endolymphe der Scala media

Die Perilymphe (Lymphe von lat. lympha „klares Wasser“ mit griechischer Vorsilbe peri für „nah“) ist eine lymphähnliche Flüssigkeit zwischen häutigem und knöchernen Labyrinth des Innenohres, dem Spatium perilymphaticum. Es umgibt die häutigen Bogengänge und den Schneckengang (Ductus cochlearis).
Die Perilymphe ist für die Funktion des Gehörs notwendig. Die Bewegungen der Gehörknöchelchen regen die Perilymphe zu Schwingungen an, die wiederum die Wand des Ductus cochlearis erschüttern. Letzteres führt zu einer Erregung der Hörrezeptoren (Haarzellen) des Corti-Organs.
Die Perilymphe ist durch eine Blut-Perilymph-Schranke, die Teil der Blut-Labyrinth-Barriere ist, vom Blut getrennt. Diese Barriere schützt das Innenohr vor toxischen Substanzen und ermöglicht eine selektive Passage von Ionen, Flüssigkeit und Nährstoffen. Der Zusammenbruch dieser Barriere führt zum Hörverlust. Die Entstehung der Perilymphe ist nicht definitiv geklärt. Lange wurde angenommen, dass sie Ultrafiltrat des Blutes sei, allerdings sind einige Protein deutlich niedriger, andere deutlich höher als im Blut vorhanden. Der Perilymphraum ist über den Perilymphgang (Ductus perilymphaticus oder Aquaeductus cochleae) mit dem Subarachnoidalraum des Gehirns verbunden. Die Zusammensetzungen von Perilymphe und Liquor cerebrospinalis ähneln sich, sind aber nicht identisch.
Bei einem Schädeltrauma kann eine Verbindung zwischen Innenohr und Mittelohr mit Austritt von Perilymphe entstehen, eine Perilymphfistel. Bei Kindern gibt es auch angeborene Perilymphfisteln. Beim  Morbus Menière kommt es vermutlich durch Druckanstieg zu Rissen im häutigen Labyrinth und Peri- und Endolymphe vermischen sich.